# Clan Uchiha
El clan Uchiha (うちは一族 Uchiha Ichizoku?) es un clan ninja del manga y anime Naruto.

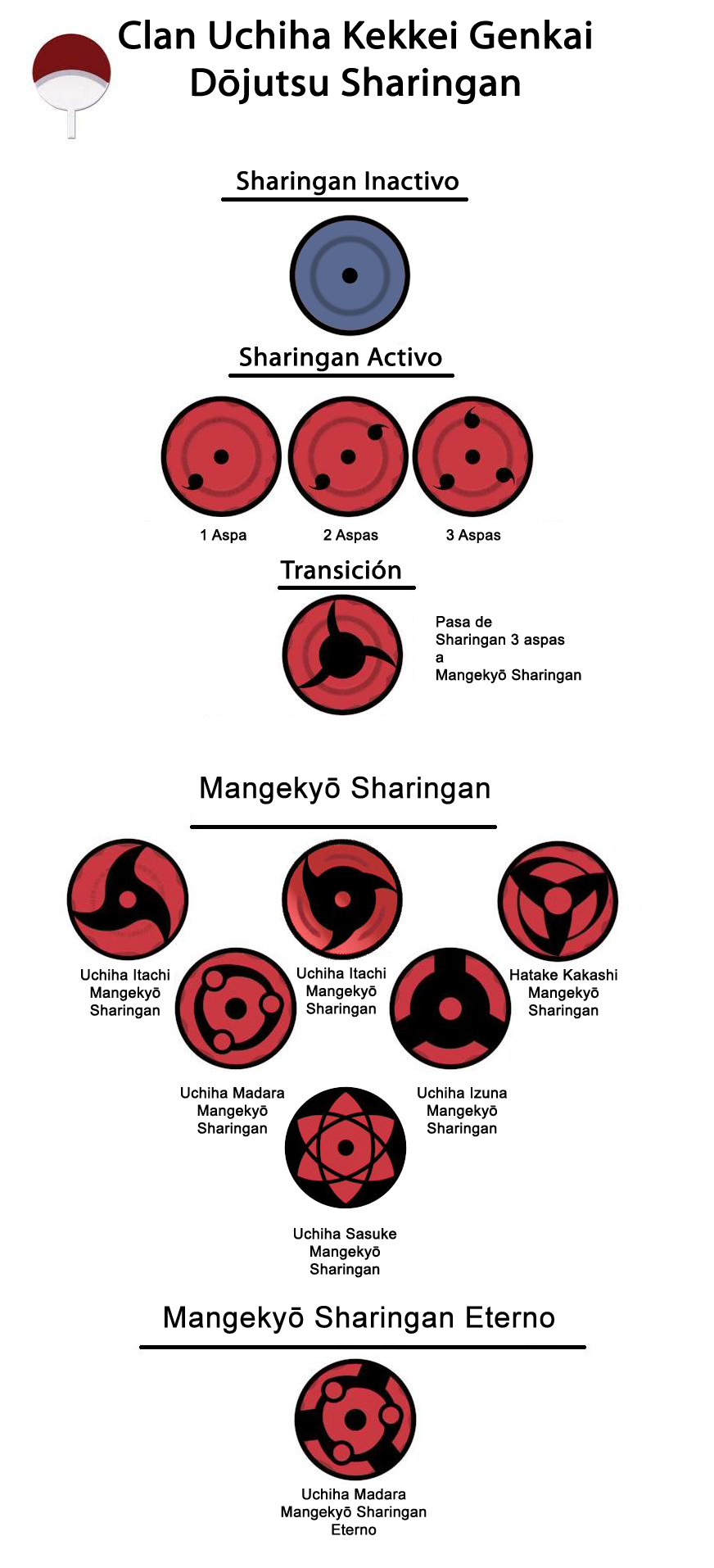
Los diversos niveles del Sharingan del clan Uchiha.

Fue considerado como uno de los clanes más poderosos de la Aldea Oculta de la Hoja, pero ahora está casi extinto después de los acontecimientos de la masacre. El Sharingan y el Mangekyō Sharingan es la técnica de línea sucesoria que les caracteriza, además de un especial y gran chakra muy bueno en las técnicas de fuego y rayo.

## Historia

El símbolo del clan Uchiha.

El Sabio de los Seis Caminos predicó el camino ninja y trató de traer la paz al mundo. Cuando el sabio estaba en su lecho de muerte tuvo que elegir a un sucesor, encomendó la tarea a uno de sus dos hijos. El hermano mayor nació con los ojos del sabio, la fuerza del chakra y la energía espiritual, creyendo que la fuerza era el único medio para traer la paz. Mientras que el menor nació con el cuerpo del sabio, la fuerza del corazón y la energía física, dándose cuenta de que el amor era la clave para conseguir la paz. El sabio creyó que en lugar del hermano mayor que solo buscaba el poder, el hermano menor que buscaba el amor era más apropiado para sucederle, y así lo eligió. El hermano mayor no aceptó la decisión y abrumado por el odio, sembró el disentimiento contra su hermano menor.
A pesar de que el tiempo pasó y la línea de sangre se desvaneció, los descendientes de ambos continuaron luchando entre sí. Los descendientes del hermano mayor llegaron a ser llamados los "Uchiha" que poseían la maldición del odio, mientras que los del hermano menor fueron llamados "Senju" que poseían la voluntad de fuego.
Antes de la fundación de las aldeas ninjas, los Uchiha eran uno de los clanes más mercenarios de alquiler. Debido a su Sharingan, el clan Uchiha llegó a ser conocido como uno de los dos clanes más fuertes, además del clan Senju.

### Konoha
Antes de la fundación de la aldea, en una época de guerra entre clanes ninja que quiere obtener aumentar su territorio y eran contratados cual mercenarios, dos clanes sobresalieron entre todos, los Senju y los Uchiha. Los Uchiha poseen un enorme y especial chakra además del Sharingan. Entre estas personas especiales, dos hermanos sobresalieron entre todos, despertaron su sharingan y su rivalidad les llevó incluso a despertar el Mangekyō Sharingan a costa de un sacrificio. Ambos se hicieron con el control del clan y el mayor, Madara Uchiha tomó el liderazgo llevando al clan a innumerables victorias.
No obstante algo le ocurrió al cuerpo de Madara, el uso de su Mangekyō Sharingan lo llevó a estar postrado en una cama, desesperado por hallar la luz su hermano Izuna le ofreció sus ojos, lo que le permitió obtener un Mangekyō Sharingan eterno, aunque tiempo después fue juzgado por su clan. La lucha y la rivalidad entre los Senju y los Uchiha aumentó y las batallas eran constantes, Madara era el único que podía enfrentarse al poderoso Hashirama y finalmente ante el desgaste de ambos bandos, se firmó la paz. Madara no la deseaba pero aceptó ante el deseo de su gente, ambos clanes fundaron en el País del Fuego una aldea oculta, Konoha, con el liderazgo consensuado de Hashirama, al que se le dio el título de Hokage y el sobrenombre de dios shinobi.
Madara temiendo que la desventaja de su clan los llevara a la ruina protestó, pero su propio clan le dio la espalda y le llamó avaricioso, echándole en cara la mutilación de su hermano, Madara abandonó la aldea entonces para volver posteriormente y desafiarla, tras la épica batalla con Hashirama en el Valle del Fin, el poderoso Uchiha fue derrotado y dado por muerto. En Konoha el sucesor de Hashirama, su hermano menor y segundo hokage Tobirama Senju como muestra de confianza le dio el poder policial al clan Uchiha al tiempo que vigilaba con ANBU a dicho clan.

### Masacre del Clan Uchiha
Años después, tras el ataque de Kurama a la aldea y el sacrificio de Minato Namikaze, el Cuarto Hokage en ese entonces y padre de Naruto, Konoha comenzó a sospechar que un Uchiha estaba detrás del ataque. Los altos mandos de la aldea (consejeros y Danzō Shimura) desautorizaron a Hiruzen Sarutobi, trasladando a los Uchiha a un rincón de la aldea para que pudieran ser vigilados más fácilmente. Es así como los Uchiha comprendieron las advertencias de años de Madara Uchiha. Es por eso que comenzaron a planear un golpe de Estado para cambiar esta situación e incluso infiltraron a un espía entre los ANBU, el propio hijo del líder, el portentoso Itachi Uchiha.
Sin embargo este odiaba la guerra y comprendiendo la inestabilidad que produciría una lucha interna por el poder, prefirió ser leal a Konoha. De nuevo Hiruzen Sarutobi es desautorizado y para evitar una sublevación que sería de crear otra guerra, Itachi recibió la orden de Danzō de acabar con todos los miembros del clan Uchiha, este accede y contacta a quien se creía que era Madara Uchiha pero en realidad es Obito Uchiha, para pedirle que a cambio de destruir al clan, dejase en paz al resto de la aldea, este accede y tras despertar Itachi su Mangekyō Sharingan, todo el clan es asesinado, con excepción de su hermano menor, Sasuke Uchiha. Itachi logra que Danzō y los consejeros respeten a este Uchiha bajo la amenaza de divulgar la verdad y dar información clasificada a las otras aldeas y hace que Hiruzen Sarutobi le oculte la verdad al tiempo que lanza a su hermano a un camino de odio y venganza para fortalecerlo. Itachi finalmente abandona la villa como un criminal extremadamente peligroso y entra en la Organización Akatsuki de Madara para proteger la aldea desde dentro.

## Miembros

### Madara Uchiha
Madara Uchiha es considerado el Uchiha más poderoso junto con Obito Uchiha e Itachi Uchiha, para después unirse a ellos , como uno de los únicos Uchihas en obtener el Mangenkyou Eterno y el Rinnegan. Su principal objetivo es el llegar a ser igual de poderoso que el Sabio de los Seis Caminos teniendo el Rinnegan y Mangekyo Sharingan Eterno. Durante un tiempo se creyó que Tobi, el líder de Akatsuki, era en realidad Madara con una máscara, pero en el capítulo del manga N.º 559, se sabe que Madara y Tobi son personas diferentes, ya que Madara sería invocado con el Edo Tensei y ahora ya sabemos que aquel que se escondía tras la máscara a quien todos creían como Madara en realidad es Obito Uchiha.

### Fugaku Uchiha
Fugaku Uchiha (うちはフガク Uchiha Fugaku?) era el padre de Sasuke e Itachi.
No se llevaba bien con él, porque pensaba que no usaban todo su potencial al estar limitados por reglas que evitaban todo cambio posible. Fugaku llegó a decir que no le entendía. Se mantuvo siempre distante de Sasuke aunque su esposa insistía en que estaba orgulloso de él. Hacia el final de su vida, estaba profundamente enemistado con Itachi, que rechazaba sus obligaciones con el clan. Llegó incluso a decirle a Sasuke que no fuera nunca como su hermano, lo contrario de lo que siempre le había dicho.
Según Obito Uchiha, Fugaku lideraba el movimiento del clan para realizar un Golpe de Estado a Konoha, ya que los consejeros del Hokage y Danzo sospechaban que los Uchiha eran los responsables del ataque de Kurama y de la muerte del Cuarto Hokage, Minato Namikaze y su esposa Kushina Uzumaki, Fugaku para llevar adelante el Golpe de Estado infiltró a su propio hijo Itachi como espía en los ANBU, no obstante su plan falló, ya que Itachi prefirió ser leal a Konoha y por orden de Danzo recibió la orden de exterminar a todo su clan, todo esto sin la aprobación del Tercer Hokage. Sin embargo cuando Itachi llega a donde esta su padre preparado para matarlo, este no opone resistencia alguna y le menciona a su hijo que no importa lo que este decida hacer y que siempre estará orgulloso de él, pero también hace prometer a Itachi proteger a su hermano menor Sasuke, Itachi entre lágrimas de dolor accede a su última voluntad y finalmente lo mata con su katana. 
- Edad: 40[1]
- Rango: Jōnin
- Altura: 1,77 cm[1]
- Peso: 63,1 kg[1]
- Cumpleaños: 16 de agosto[1]
- Tipo de sangre: AB[1]
- Seiyū: Kenji Hamada
- Actor de doblaje: Héctor Reynoso (México)

### Inabi Uchiha
Inabi Uchiha (うちはイナビ Uchiha Inabi?) era un miembro de la Policía Militar de Konoha de 25 años. Interrogó a Itachi sobre el aparente suicidio de Shisui Uchiha junto a Yashiro Uchiha. Fue asesinado por Itachi durante la masacre a su clan.
- Seiyū: Yoshimitsu Shimoyama

### Itachi Uchiha
Hermano mayor de Sasuke Uchiha y rencoroso. Considerado como un ninja muy poderoso, el cual mató a todo el Clan para evitar un golpe de Estado y posteriormente se unió a la organización Akatsuki.

### Izuna Uchiha
El hermano menor de Madara Uchiha, desarrolló junto a su hermano el Mangekyō Sharingan y fue el segundo al mando del clan su poder era comparable al de Madara Uchiha, hay rumores de que fue asesinado por su hermano mayor Madara Uchiha, pero hay otra versión que dice que le ofreció sus ojos luego que Madara cayera en su inevitable ceguera por el uso excesivo de su sharingan y murió posteriormente en el transcurso de una batalla. En el capítulo 624 del manga, se revela que fue Tobirama Senju el que hirió de gravedad a Izuna y a causa de esto murió.
- Edad: Desconocida[2]
- Altura: 174,8 cm[2]
- Peso: 55.9 kg[2]
- Cumpleaños: 10 de febrero[2]
- Tipo de sangre: O[2]

### Obito Uchiha
Obito Uchiha (うちはオビト, Uchiha Obito) era el compañero de Kakashi Hatake y Rin Nohara (de quien estaba enamorado) y alumno de Minato Namikaze, después de su "supuesta muerte" él se convirtió en el líder de Akatsuki tras hacer lo que le dijo Madara (quien le salvó la vida después de ser aplastado por una roca).

### Kagami Uchiha
Kagami Uchiha fue un aprendiz de Tobirama Senju y compañero de Hiruzen Sarutobi y Danzō Shimura durante la Primera Gran Guerra Mundial Ninja. Aparece en un flashback de Danzō cuando está a punto de morir, y en los recuerdos de Tobirama durante la Tercera Guerra, era un Uchiha quien poseía la Voluntad de Fuego y luchaba por proteger la aldea. Es ancestro de Shisui Uchiha.

### Mikoto Uchiha
Mikoto Uchiha (うちはミコト Uchiha Mikoto?) era la madre de Sasuke Uchiha e Itachi Uchiha, y esposa de Fugaku Uchiha. Es una de las pocas personas que sabe reconocer a Sasuke, aunque asegura que su esposo siempre habla de su hijo menor cuando está con ella y se sabe que conocía a Kushina Uzumaki con quien se encontró el día del nacimiento de Naruto e incluso le presentó a su recién nacido hijo Sasuke a quien Kushina confundió con una niña, posterior al ataque de Kurama y durante una visita al hospital de Konoha ella observó con tristeza al pequeño Naruto y dedujo que su amiga Kushina había muerto en el ataque y había dejado a su hijo recién nacido huérfano. Durante la masacre del clan es vista junto a su esposo sentada y preparada para ser asesinada por Itachi y dijo que no temiera de lo que iba a hacer y que es consciente de la decisión que tomó, justo antes de morir le dice que siempre lo amará sin importar lo que haga, también le pide como última voluntad que cuide de su hermano Sasuke y luego es asesinada por la katana de Itachi.
- Edad: 35<[1]
- Rango: Jōnin
- Altura: 162,6 cm[1]
- Peso: 48,9 kg[1]
- Cumpleaños: 1 de junio[1]
- Tipo de sangre: A[1]
- Seiyū: Emi Sagara
- Actriz de doblaje: Gabriela Willert (México)

### Sasuke Uchiha
Se cree que es el último sobreviviente y heredero del clan Uchiha, el cual fue uno de los más antiguos y poderosos de Konoha. Durante el tiempo que estuvo en Konoha en su entrenamiento como genin formó parte del Equipo 7 liderado por Kakashi Hatake, junto a su pareja Sakura y Naruto. Él es un auténtico descendiente de línea sanguínea al poseer el Kekkei Genkai, siendo su herencia viva en Dōjutsu Sharingan.

Más tarde, Orochimaru sella a Sasuke con su sello maldito (porque el quería apoderarse de su cuerpo), el cual le proporciona un intenso chakra extra, pero pierde su control mental. Sasuke quiere vengarse de su hermano mayor, Itachi Uchiha, el cual asesinó a todo el clan Uchiha. Sasuke logra vengarse de su hermano, pero es cuando Tobi le revela una gran verdad que lo deja de piedra, su hermano, asesinó todo el clan por una orden directa de los superiores de Konoha, pero mató a todo el clan menos a una persona, que no fue capaz de matar... a su hermano pequeño, en eso Sasuke se decide a destruir konoha entera para vengar a Itachi. Después tiene un enfrentamiento con Danzou, siendo Sasuke el vencedor, y después de su batalla y un leve encuentro con Naruto, tobi se lo lleva a su guarida, donde Sasuke le pide que le implante los ojos de Itachi, para el obtener también el Mangekyō Sharingan Eterno.
- Edad: 16[1]
- Rango: genin
- Altura: 169,3 cm[1]
- Peso: 56,5 kg[1]
- Cumpleaños: 5 de junio[1]
- Tipo de sangre: AB
- Actor de Doblaje: Víctor Ugarte

### Shisui Uchiha
Shisui Uchiha (うちはシスイ Uchiha Shisui?) era un miembro del clan Uchiha y el mejor amigo de Itachi Uchiha cuando se encontraba con vida. Fue encontrado ahogado en el río, aparentemente por suicidio, aunque la policía creía que podía haber sido un asesinato, sin embargo no se encontró ninguna prueba. Se dice que su misión era espiar a Itachi. Este le dijo a Sasuke Uchiha que lo había matado para obtener el Mangekyō sharingan. En el capítulo del manga 459 se descubre que él podía controlar a cualquier persona sin que esta se diera cuenta y al parecer el chakra que liberan las partes vendadas de Danzō son del mismo color que las de Shisui y es descubierto por Ao, un ninja de la niebla gracias a su ojo Byakugan que poseía durante la reunión de los kages, dando a entender que Danzō habría trasplantado el Sharingan de Shisui a sí mismo pudiendo usar el dojutsu del Uchiha para su propio beneficio en la reunión. Más tarde, en el manga, Itachi explica que su Mangekyō Sharingan tiene una habilidad especial, un Genjutsu muy poderoso llamado Kotoamatsukami, cuyo efecto es implantar una orden en la mente del usuario sin que este se dé cuenta y pueda oponerse.
Manga 550, en el manga se revela que Shisui Uchiha realmente se suicidó con la intención de que su amigo Itachi despertara el Mangekyō Sharingan, pero antes de morir le regaló su ojo Sharingan izquierdo a Itachi para proteger a la Aldea Oculta de la Hoja y de esta forma evitar que Danzō pudiera obtenerlo, ya que el ojo derecho se lo arrebató Danzō cuando encontró a Shisui Uchiha herido y que no se detendría hasta robar el otro ojo. El ojo izquierdo que le regaló a Itachi se lo implantó a uno de sus cuervos que le dio a Naruto en el bosque para hacer un jutsu muy poderoso, Kotoamatsukami, el jutsu de Shisui (protegiendo a Konoha) desde la muerte, por Itachi Uchiha y Shisui Uchiha.
- Edad: 15 o 16 [3]
- Rango: ANBU/Jōnin
- Altura: 1,8 m
- Peso: 69kg
- Cumpleaños: 19 de octubre
- Tipo de sangre: A
- Seiyu: Kenji Hamada
- Actor de doblaje: Héctor Reynoso (México), Carlos Hernández  (Naruto Shippuden: Ultimate Ninja Storm 4)

### Tekka Uchiha
Tekka Uchiha (うちはテッカ Uchiha Tekka?) era un miembro de la Policía Militar de Konoha de 21 años. Interrogó a Itachi sobre el aparente suicidio de Shisui Uchiha junto a Inabi Uchiha y Yashiro Uchiha. Fue asesinado por Tobi.

### Teyaki Uchiha
Teyaki Uchiha (うちはテヤキ Uchiha Teyaki?) era el dueño de una tienda de dulces. Era el marido de Uruchi Uchiha, y hermano de Fugaku. Fue asesinado por Itachi, su sobrino. Tenía 84 años.

### Uruchi Uchiha
Uruchi Uchiha (うちはウルチ Uchiha Uruchi?) era la esposa de Teyaki Uchiha y tía de Sasuke. Fue asesinada por Obito. Tenía 46 años.

### Yashiro Uchiha
Yashiro Uchiha (うちはヤシロ Uchiha Yashiro?) era un miembro de la Policía Militar de Konoha de 45 años. Interrogó a Itachi sobre el aparente suicidio de Shisui Uchiha junto a Inabi Uchiha y Tekka Uchiha. Fue asesinado por Itachi.

### Izumi Uchiha
Izumi Uchiha (うちはイズミ Uchiha Izumi?) era la novia de Itachi Uchiha. Despertó su Sharingan a muy temprana edad, pero no podía controlarlo bien y su uso le provocaba desmayos. Fue la primera en ser asesinada por Itachi la noche de la masacre junto con su madre, aunque antes de matarla, Itachi utilizó su Tsukuyomi para implantarle visiones de la vida juntos que ella soñaba con él, y antes de morir le dio las gracias por cumplir su deseo aunque fuese solo un sueño. Sin embargo en el anime la escena de su muerte fue intercambiada inexplicablemente siendo asesinada no por Itachi sino por Obito.

### Tajima Uchiha
Tajima Uchiha (うちはタジマ Uchiha Tajima?) fue el padre de Madara Uchiha, Izuna Uchiha y sus difuntos hermanos. Tajima hizo su aparición en el campo de batalla junto a su hijo, Izuna, después de descubrir que su otro hijo, Madara, se estaba reuniendo con Hashirama Senju en un punto frecuente. Teniendo el mismo plan que el padre de Hashirama, Butsuma Senju, él e Izuna tenían pensado tomar ventaja de los encuentros de Madara con Hashirama para eliminar a otro perteneciente al Clan Senju del Bosque.